# Walter Mauclerk
Walter Mauclerk (auch Gualterus Mauclerk) († um 28. Oktober 1248 in Oxford) war ein Bischof der englischen Diözese Carlisle. Er gehörte zu den führenden Diplomaten von König Heinrich III. und diente auch als Treasurer.

## Herkunft
Die Herkunft von Mauclerk ist ungewiss. Von seinem Vater ist nur W, der Anfangsbuchstabe des Vornamens bekannt, deshalb ist es unwahrscheinlich, dass er mit dem Walter Mauclerk identisch ist, der ein Sohn eines Girard Mauclerk aus Rouen in der Normandie war. Möglicherweise war er mit Robert Mauclerk verwandt, der in Nottinghamshire lebte und in den 1190er Jahren die Rebellion von Johann Ohneland gegen seinen Bruder Richard Löwenherz unterstützt hatte. 1218 wird er als Inhaber einer Pfründe in Southwell Minster in Nottinghamshire erwähnt. In den nächsten Jahren bezeugt er dazu in Nottinghamshire mehrere Urkunden, was vermuten lässt, dass er familiäre Bindungen in den nördlichen Midlands hatte. Ein Bruder von ihm, dessen Vorname nicht gesichert überliefert ist, war Prior von Reading Abbey und kandidierte 1214 erfolglos als Abt von St Albans Abbey. Mauclerk war möglicherweise der Onkel, aber sicher ein Verwandter von Ralph Barri, der während seiner Amtszeit als Bischof zum Prior von Carlisle ernannt wurde.

## Beamter im Dienst von Johann Ohneland
Walter Mauclerk wird erstmals 1202 als Finanzbeamter im Dienst von König Johann Ohneland in der Normandie erwähnt. Im selben Jahr erhielt er ein Amt in der Kirche von Falaise, doch nach dem Zusammenbruch von Johanns Herrschaft in der Normandie während des Französisch-Englischen Kriegs flüchtete Mauclerk nach England. Als Beamter genoss Mauclerk das Vertrauen des Königs, der ihn 1204 zu einem der Sheriffs von Lincolnshire ernannte und ihn mit der Verwaltung mehrerer Vormundschaften betraute. Für seine Dienste wurde Mauclerk mit mehreren Pfründen belohnt, unter anderem in Croxton in Lincolnshire, King’s Nympton in Devon, Mylor in Cornwall, mit dem Vikariat von Catfield in Norfolk und mit einer Pension von der Diözese Exeter. Wie damals üblich, ließ Mauclerk sich in diesen Ämtern vertreten und blieb stattdessen weiter im Dienst des Königs. Vermutlich im Gefolge von John de Gray, dem Justiciar of Ireland, war Mauclerk 1210 und 1212 in Irland. 1214 soll er am Feldzug des Königs ins Poitou und an dem englischen Feldzug nach Flandern teilgenommen haben. 1215 schickte er aus Rom einen Bericht an den König, in dem er über die Tätigkeiten der Anwälte des Königs und der Anwälte der Adelsopposition gegen den König berichtete, die ihre Anliegen dem Papst vortrugen.

## Bischof von Carlisle

### Aufstieg zum Bischof
Nach dem Tod von König Johann 1216 und dem Ende des Kriegs der Barone 1217 blieb Mauclerk im Dienst des minderjährigen Heinrich III. 1218 war er königlicher Richter in den östlichen Midlands, und 1221 wurde ihm mit die Aufsicht über die königlichen Forste in England übertragen. Ab 1222 war er Sheriff von Cumberland. Vermutlich bestärkt durch dieses Amt kandidierte er 1223 als Bischof von Carlisle, wozu er vom Kathedralkapitel gewählt und am 22. August 1223 vom König bestätigt wurde. Kurz danach beauftragte der König einen Anwalt, der ihn vor dem Papst gegen Mauclerk vertreten sollte, doch bereits am 26. Oktober 1223 erneuerte der König seine Zustimmung zur Wahl Mauclerks und übergab ihm die Temporalien des Bistums. Am 21. April 1224 wurde Mauclerk zusammen mit Ralph de Neville von Chichester und William Briwere von Exeter von Erzbischof Stephen Langton in der St Katherine’s Chapel in Westminster zum Bischof geweiht.

### Wirken als Bischof
Als Bischof von Carlisle trat Mauclerk weniger als Geistlicher und als Lehrer hervor, sondern eher durch seinen geschickten Umgang mit Geld. Er verbesserte erheblich die Finanzlage der Diözese und erwarb für sie die Gerichtshoheit von Horncastle in Lincolnshire. Vor allem blieb er auch als Bischof weiterhin im Dienst des Königs tätig. Da er meist in der Gunst des Königs stand, verlieh dieser auch der Diözese mehrere Privilegien. Mauclerk selbst erhielt vom König die Güter von Melbourne in Derbyshire sowie von Dalston in Cumberland zur lebenslangen Nutzung. Vermutlich mit seiner Unterstützung konnten 1233 Niederlassungen der Franziskaner und der Dominikaner in Oxford gegründet werden.

### Diplomat und Treasurer im Dienst des Königs
Anfang 1225 reiste Mauclerk nach Köln, wo er über eine Heirat von Heinrich III. mit einer Tochter von Herzog Leopold VI. von Österreich sowie über eine Heirat von Heinrichs Schwester Isabella von England mit dem Kaisersohn Heinrich verhandelte. Während der Reise nach Köln soll er Schiffbruch erlitten haben und dadurch in große Not geraten sein. Die Heiratsverhandlungen wurden von Erzbischof Engelbert energisch unterstützt, wurden jedoch auf dem Frankfurter Hoftag im August 1225 von den deutschen Fürsten abgelehnt. Nach mehrmonatigen Aufenthalt reiste Mauclerk daraufhin nach England zurück, endgültig scheiterte das Projekt durch die Ermordung von Erzbischof Engelbert am 7. November 1225. Während seines Aufenthalts in Köln weihte Mauclerk im Juli 1225 einen Reliquienschrein in der Kirche St. Aposteln, wobei er den ersten bekannten Ablass in Köln spendete.
Heinrich III. hatte seine Ansprüche auf die französischen Besitzungen, die sein Vater 1204 verloren hatte, noch nicht aufgegeben. Als nach dem Tod des französischen Königs Ludwig VIII. ein Regentschaftsrat die Regierung in Frankreich übernommen hatte, reiste Mauclerk 1227 ins Poitou. Vergeblich versuchte er von dort, unter dem Adel der Bretagne und der Normandie Verbündete für den englischen König zu werben. Zurück in England, wurde er 1228 Constable von Newcastle. Um den 13. November 1228 übernahm er dazu das Amt des Treasurer of the king’s exchequer.

### Sturz unter Peter des Roches
Als 1232 der langjährige Justiciar Hubert de Burgh gestürzt wurde, erhielt Mauclerk durch den Einfluss des neuen Machthabers Peter des Roches die Bestätigung des Königs, dass er sein Amt des Treasurer lebenslang ausüben dürfe. Dazu wurden ihm die Verwaltung von Carlisle Castle übergeben. Dennoch wurde er im Januar 1233 als Treasurer entlassen, dazu musste er das Gut von Melbourne in Derbyshire übergeben und sollte, um seine anderen Besitzungen behalten zu dürfen, eine Gebühr von £ 1000 zahlen. Sein Nachfolger als Treasurer wurde Peter de Rivallis, ein Neffe von des Roches. Derart beim König in Ungnade gefallen, wollte Mauclerk im August 1233 ins Exil flüchten. In Dover wurde er dabei von königlichen Beamten mit Gewalt zurückgehalten, seine Besitzungen wurden besetzt und Rivallis zur Verwaltung übergeben. Daraufhin exkommunizierte Bischof Roger Niger von London im Auftrag der anderen englischen Bischöfe die Beamten, worauf Mauclerk nach Flandern ausreisen durfte. Von dort verkündete er über die Kathedrale und die Stadt Carlisle ein Interdikt.

### Rückkehr in den Dienst des Königs
Als Peter des Roches im April 1234 gestürzt wurde, wurde Mauclerk wieder in Gnade am Königshof aufgenommen, dazu wurde ihm ein Großteil der noch offenen Gebühr von £ 1000 erlassen. Schon bald nahm er wieder eine führende Rolle im königlichen Rat ein. 1235 war Mauclerk der Leiter einer Gesandtschaft, die in Flandern über eine Heirat von Heinrich III. mit einer Tochter von Graf Simon von Ponthieu verhandelte. 1236 wurde ihm wieder die Verwaltung von Carlisle Castle übertragen, und gegen eine Gebühr von jährlich 600 Mark erhielt er 1238 die Verwaltung von Westmorland und die Vormundschaft für Robert de Vieuxpont, den Erben von John de Vieuxpont. Als Bischof einer an der Grenze zu Schottland gelegenen Diözese gehörte er mehrfach Gesandtschaften an, die Verhandlungen mit schottischen Gesandtschaften führten. Der König belohnte seine Dienste mit der Übertragung von finanziell einträglichen Vormundschaften. Als der König während des Saintonge-Kriegs von 1242 bis 1243 in Frankreich war, gehörte Mauclerk dem dreiköpfigen Regentschaftsrats an. Als ehemaliger Treasurer war er vor allem dafür verantwortlich, Bargeld für die Fortführung des Kriegs zu beschaffen. Als ihm dies nicht gelang, entband ihn der König im Dezember 1242 mit harschen Worten von seiner Aufgabe. Er blieb aber weiterhin offiziell Mitglied des Regentschaftsrats.

### Rücktritt als Bischof und letzte Jahre
Aus Frömmigkeit, aber auch wegen seiner Altersschwäche verzichtete Mauclerk am 29. Juni 1246 auf sein Bischofsamt und trat in Oxford in den Dominikanerorden ein. In den nächsten Jahren führte er im Auftrag von Bischof Grosseteste von Lincoln die Leiter der Dominikanerniederlassungen in Leicester und Godstow in ihr Amt ein. Im Mai 1248 erließ er noch einen bischöflichen Ablass für die Reliquien von Westminster Abbey.
In seinem Testament hinterließ er großzügige Stiftungen für die Dominikaner in Oxford. Seine Besitzungen, darunter sein Haus in London sowie Grundbesitz in Salkeld bei Penrith vermachte er den Bischöfen von Carlisle.